# Mont Caroline
Der Mont Caroline (französisch) ist ein 40 m hohes Bergmassiv nördlich des nordostzentralen Teils der Pétrel-Insel im Géologie-Archipel vor der Küste des ostantarktischen Adélielands. 
Französische Wissenschaftler benannten den Berg 1977 nach einer hier errichteten Funkantenne vom Typ Caroline.